# Philip le Despenser (2e baron le Despenser)
Pour les articles homonymes, voir Philip le Despenser.
Philip le Despenser (vers 1365 – 20 juin 1424), 2e baron le Despenser, est un noble anglais.

## Biographie
Né vers 1365 à Nettlestead dans le Suffolk, Philip le Despenser est le fils de Philip le Despenser, 1er baron le Despenser, et d'une certaine Elizabeth. Il est adoubé en 1385, alors qu'il est âgé d'une vingtaine d'années.
À une date inconnue, Philip le Despenser épouse Elizabeth Tiptoft, une des filles et cohéritières de Robert Tiptoft, 3e baron Tibetot. Ce mariage lui permet ainsi d'acquérir des possessions à Barrow-in-Furness, en Cumbria.
Philip le Despenser hérite des possessions paternelles le 4 août 1401, mais il ne sera jamais convoqué au Parlement sous son titre de baron le Despenser. Il meurt le 20 juin 1424 et a pour héritière sa fille Margaret.